# 토요타 아리스토
토요타 아리스토(Toyota Aristo)는 토요타의 후륜구동 세단으로, 렉서스의 1세대 GS와 2세대 GS의 일본 내수명이었다.

## 1세대

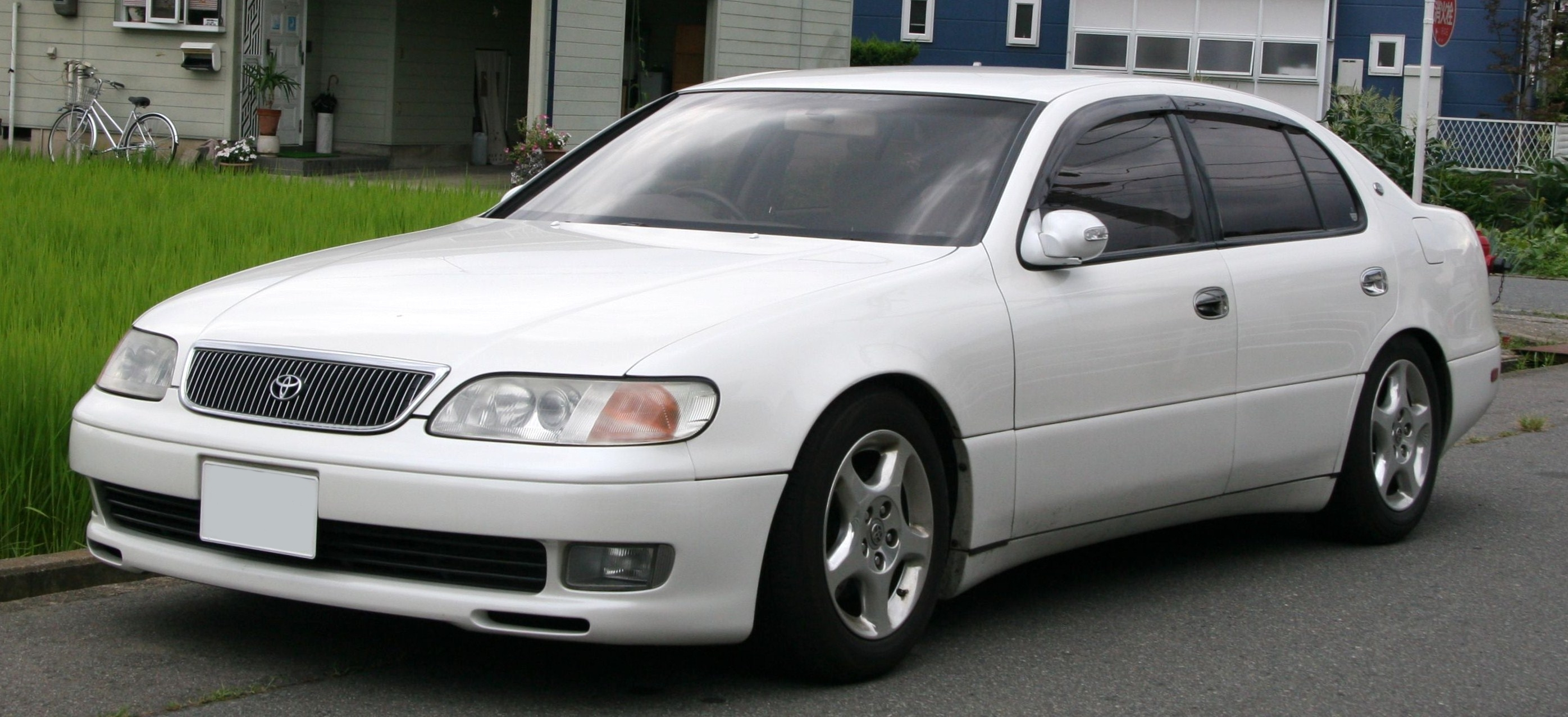
토요타 아리스토 정측면

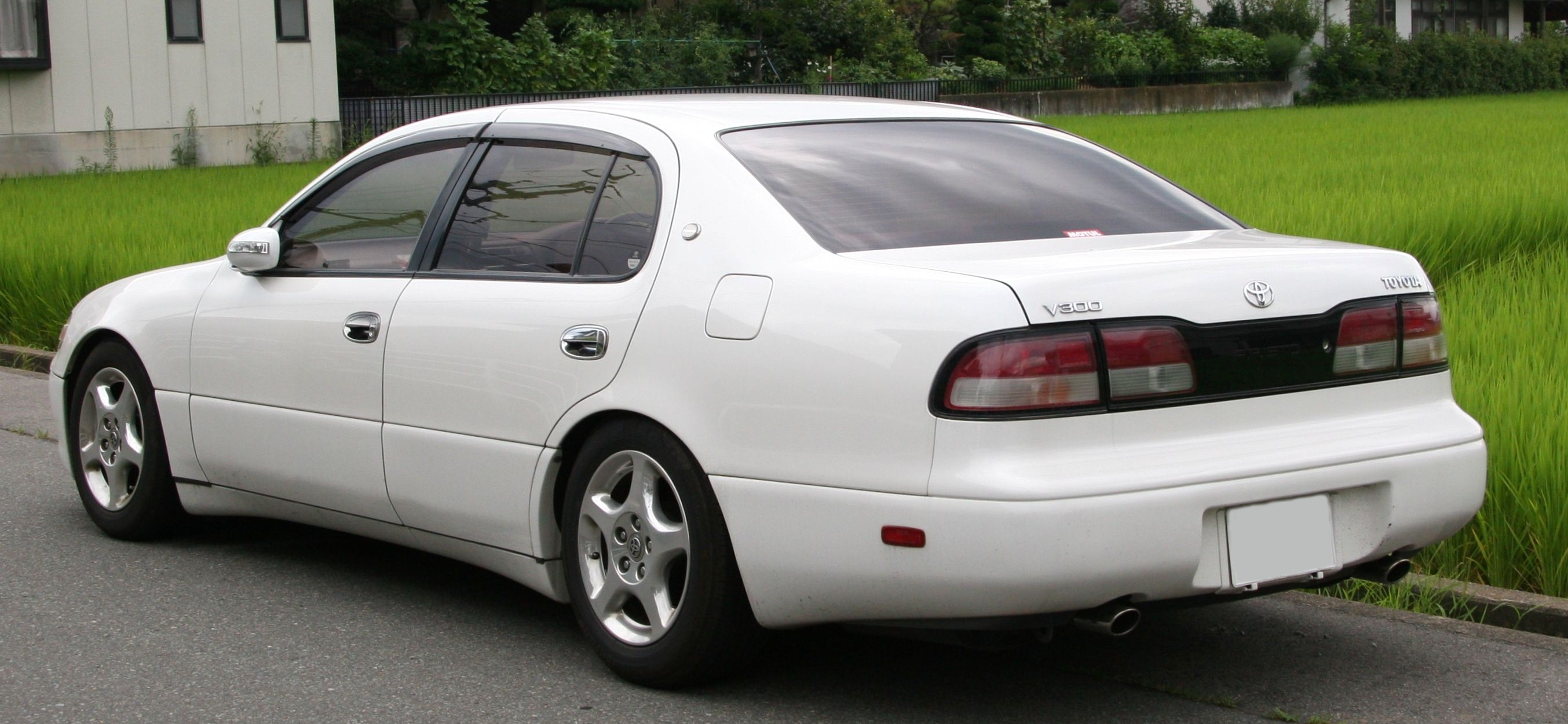
토요타 아리스토 후측면

같은 시기에 출시된 1세대 크라운 마제스타의 후륜구동 플랫폼을 공유하였다. 엔진은 직렬 6기통 2JZ-GTE(터보), 3.0 2JZ-GE(자연흡기), V8 4.0 1UZ-FE 등 3가지를 갖추고 있었다. 1993년부터는 해외에서 렉서스 GS로 판매를 개시했다.

## 2세대

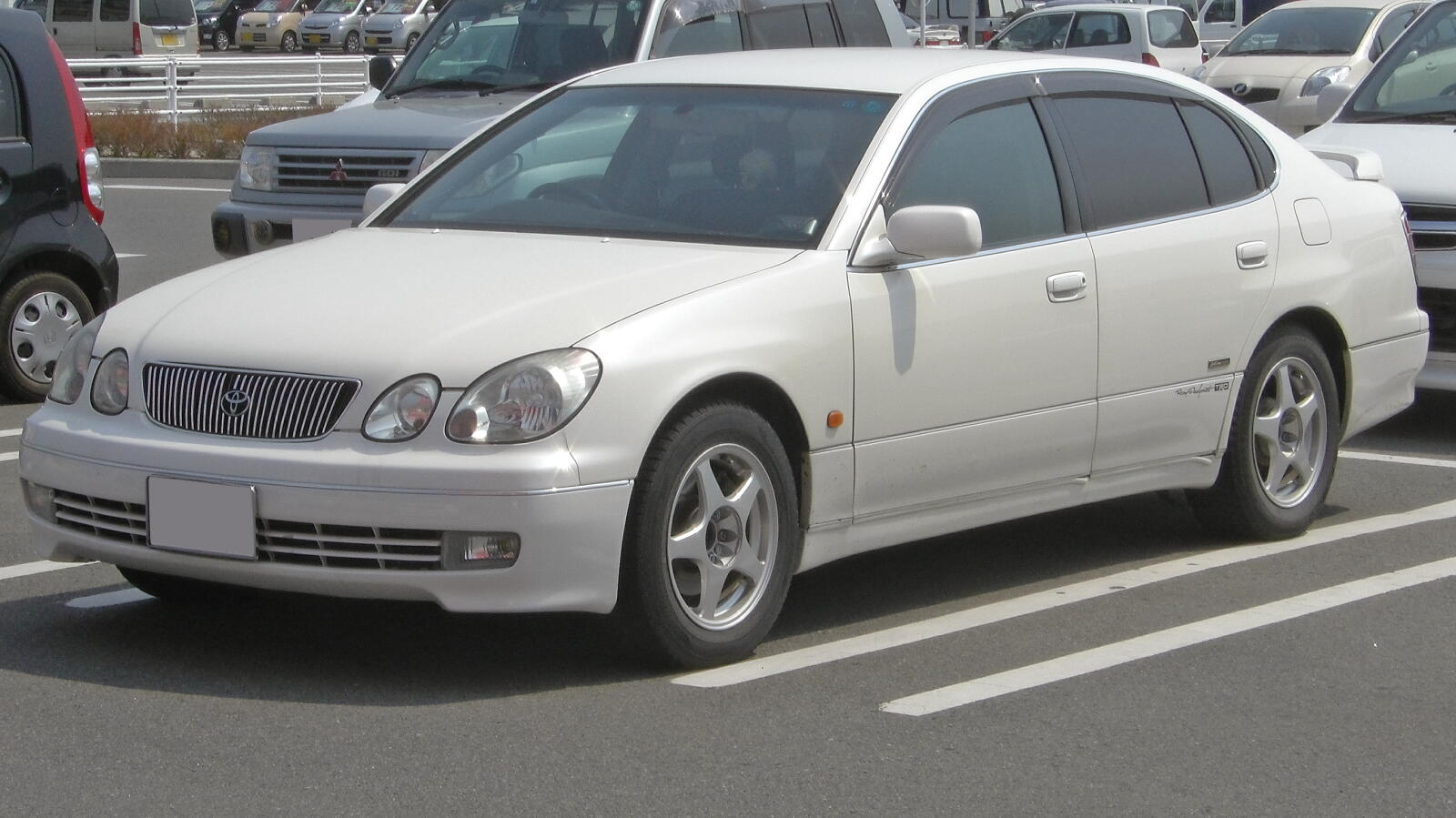
토요타 아리스토 정측면

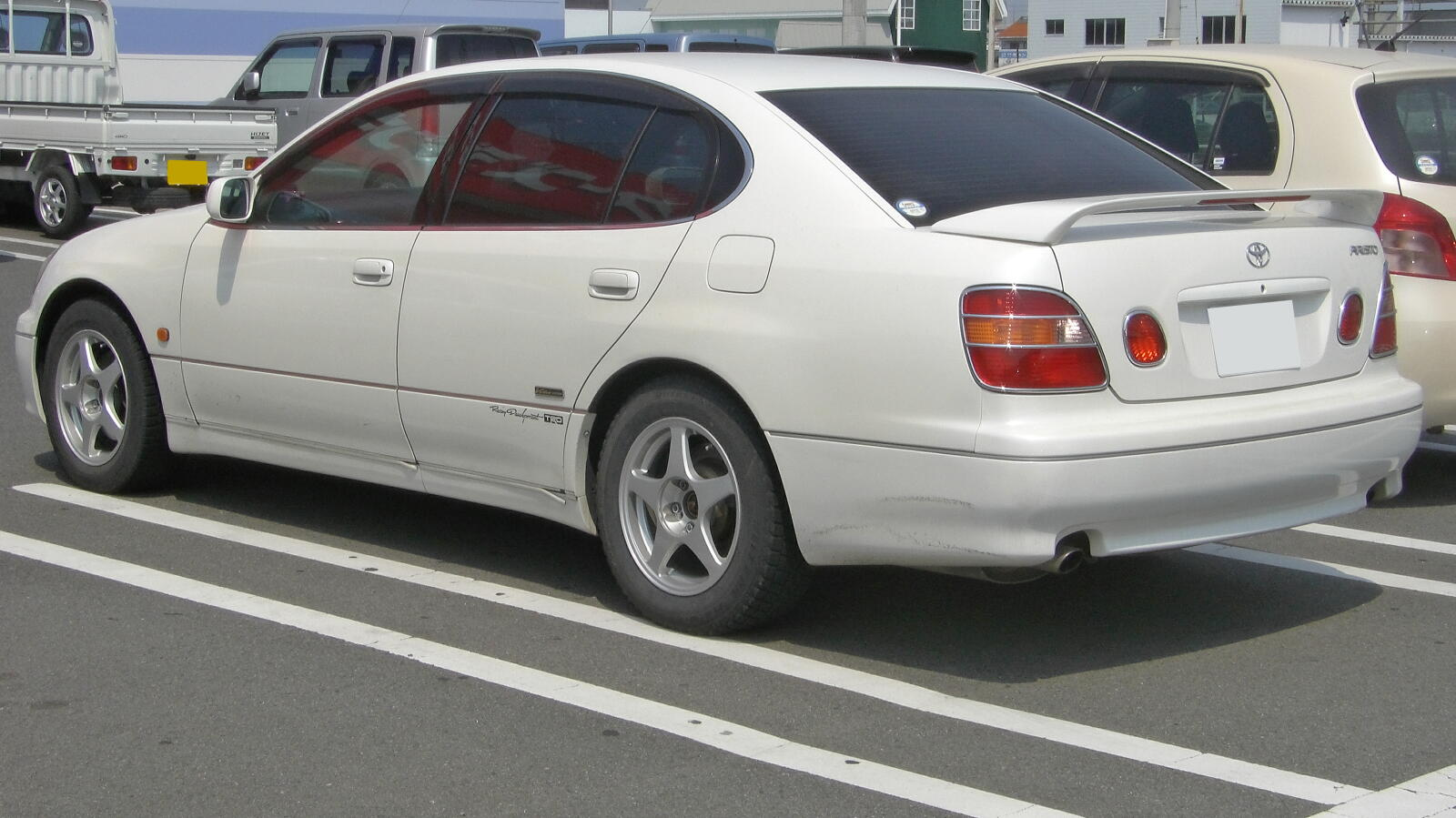
토요타 아리스토 후측면

크라운 마제스타의 후륜구동 플랫폼을 공유한 1세대와 달리 2세대부터 신규의 독자 후륜구동 플랫폼을 사용하게 되었고, 이 플랫폼은 토요타 후륜구동 세단의 기본이 되었다. 앞:뒤 53:47의 이상적인 중량 배분으로 설계되었다. 일본 내에서는 3.0리터 2JZ-GTE(터보), 3.0리터 2JZ-GE(자연흡기) 등 2가지를 갖추고 있었으며, 2JZ 엔진은 수프라와 공용했다.
대한민국에는 렉서스를 통해 2세대 GS로 들어왔으며, 2JZ-GE 자연흡기 엔진이 장착된 GS300만 들어왔다. 수프라의 2JZ 엔진 장착 차종 중 유일하게 대한민국에 정식으로 출시됐다는 의의가 있으나, ES에 비해 많은 주목을 끌지 못했다.
2005년에 일본 내수 시장에도 렉서스 브랜드를 런칭함에 따라 3세대 GS가 일본에서도 판매가 시작되었고, 아리스토는 단종되었다.